# Тулузаков Костянтин Геннадійович
Костянти́н Генна́дійович Тулуза́ков — майор Збройних сил України.
Станом на березень 2014-го — тимчасовий виконувач обов'язків заступника командира 93-ї окремої механізованої бригади.

## Нагороди
19 липня 2014 року — за особисту мужність і героїзм, виявлені у захисті державного суверенітету та територіальної цілісності України, вірність військовій присязі під час російсько-української війни, відзначений — нагороджений орденом Богдана Хмельницького III ступеня.